# Boris Shklovskii
Boris Ionowitsch Shklovskii (nascido em 1944) é um físico teórico do William I Fine Theoretical Physics Institute, da Universidade de Minnesota, especializado em matéria condensada. Shklovskii obteve seu bacharelado em Física em 1966 e um PhD em teoria da matéria condensada, em 1968 na Universidade Estatal de São Petersburgo.
Shklovskii é conhecido pela condutividade de salto de faixa variável Efros-Shklovskii, um modelo para a dependência da temperatura da condutividade de salto no regime de salto de faixa variável.

## Méritos e prêmios
Shklovskii recebeu o Prêmio Landau da Academia de Ciências da URSS em 1986 e a A.S. Fine Chair in Theoretical Physics em 1990, além de ter sido eleito membro da American Physical Society em 1997.
Em 2018, ele recebeu o Prêmio Oliver E. Buckley de Física da Matéria Condensada 2019 por "pesquisa pioneira na física de materiais desordenados e condutividade de salto" junto a Alexei L. Efros e Elihu Abrahams.